# آرمسترانگ ویتورث ارا
آرمسترانگ ویتورث ارا (به انگلیسی: Armstrong Whitworth Ara) یک هواگرد ساختِ کارخانهٔ آرمسترانگ ویتورث در کشور بریتانیا است. این هواگرد برای نخستین بار در ۱۹۱۹ میلادی مورد استفاده قرار گرفت.